# Pád Antikrista
Pád Antikrista (v německém originále Der Sturz des Antichrist) je opera Viktora Ullmanna dokončená roku 1935 (op. 9). Pro svou operu zvolil skladatel text „dramatické skici“ Alberta Steffena napsaný roku 1928. Světová premiéra se uskutečnila až 7. ledna 1995 v Bielefeldu.

## Z inscenační historie v Česku
Poprvé v Česku byla opera uvedena, byť jen koncertantně, roku 2009 v Terezíně. Teprve v roce 2014 ji scénicky uvedlo Moravské divadlo v Olomouci, přičemž její premiéra proběhla 18. října 2014 jako zahajovací představení Dnů židovské kultury. Díky festivalu Opera 2014 měli možnost tuto operu zhlédnout i diváci v Praze.

## Osoby a první obsazení
| osoba                          | hlasový obor        | premiéra (7. ledna 1995) | česká premiéra (18. října 2014) |
| ------------------------------ | ------------------- | ------------------------ | ------------------------------- |
| Regent / Démon Regenta         | hrdinský tenor      | Ulrich Neuweiler         | Václav Málek                    |
| Kněz                           | tenor               | Richard Decker           | Michal Pavel Vojta              |
| Technik / Strašidlo technikovo | baryton             | William Oberholtzer      | Martin Štolba                   |
| Umělec                         | lyrický tenor       | Louis Gentile            | Milan Vlček                     |
| Hlídač / Stařec                | bas                 | Monte Jaffe              | Jan Přibyl                      |
| Knězův nedokonalý anděl        | mezzosoprán (tenor) | Richard Decker           | Lucie Janderková                |
| Vyvolavač                      | tenor               | Lassi Partanen           | Ondřej Doležal                  |
| Lid                            |                     |                          |                                 |
| Dirigent:                      | Dirigent:           | Rainer Koch              | Miloslav Oswald                 |
| Režie:                         | Režie:              | John Dew                 | Jan Antonín Pitínský            |
| Scéna:                         | Scéna:              | Thomas Gruber            | Tomáš Rusín                     |
| Kostýmy:                       | Kostýmy:            | ...                      | Zuzana Rusínová                 |

## Obsah díla
Děj opery se točí kolem boje mezi všemocným Regentem (diktátorem) a posledními lidmi na světě, kteří mu ještě aspoň částečně vzdorují: Vědcem (Technikem), Knězem a Umělcem (básníkem). Regent je proto vsadí do vězení. Technik je pak ochoten splnit Regentův příkaz a vyrobit mu vesmírnou loď, zatímco Kněz, který již „nechce odporovat zlému“, se pokouší o výrobu chleba z kamene. Z tohoto důvodu jsou oba z vězení vysvobozeni a to na rozdíl od Umělce, který není ochoten se vzdát své vlastní tvůrčí svobody a své pravdy. Technik pak skutečně vyrobí kosmickou raketu, zatímco Kněz se snaží obratně manévrovat. Jen Umělec sice trpí fyzicky, ale podařilo se mu "osvobodit" svého ducha. Nakonec však Technik i Kněz umírají. Než Regent odlétá do vesmíru, aby si podrobil nejvyšší bytost (boha), Umělec, vědom si své jedinečnosti, prohlašuje: „Ich bin.“ („Já jsem.“) a nazve Regenta Antikristem. Vzápětí po vzletu je vesmírná raketa s Regentem na palubě zničena. Umělec probouzí k životu své přátele – Kněze a Technika, kteří na otázku, „Kdo vás vzkřísil?“ odpovídají: „Ježíš Kristus.“  Všichni pak (společně se sborem – davem) vítězně oslavují „pád Antikrista!“

## Instrumentace
Tři flétny (3. též pikola), dva hoboje, dva anglické rohy (1. též basetový roh, 2. též basklarinet a basetový roh), basklarinet, dva fagoty (2. též kontrafagot), kontrafagot; čtyři lesní rohy, tři trubky, tři pozouny, tuba; tympány, bicí souprava (xylofon,  triangl, činely,  tam-tam, malý buben); harfa, varhany; smyčcové nástroje (housle, violy, violoncella, kontrabasy).
Hudba na scéně (ve 3. dějství): pikola, dvě flétny, dva klarinety in Es, tři lesní rohy, tři trubky, tři pozouny, tuba, bicí souprava (velký buben s činely, malý buben).

## Nahrávky
- 1995 (CD 1996, CPO 999 321-2). Zpívají: (Regent) Ulrich Neuweiler, (Kněz) Richard Decker, (Technik) William Oberholtzer, (Umělec) Louis Gentile, (Hlídač) Monte Jaffe, (Vyvolavač) Lassi Partanen. Bielefelder Philharmoniker a sbor Bielefeldské opery řídí Rainer Koch.